# Matabeles

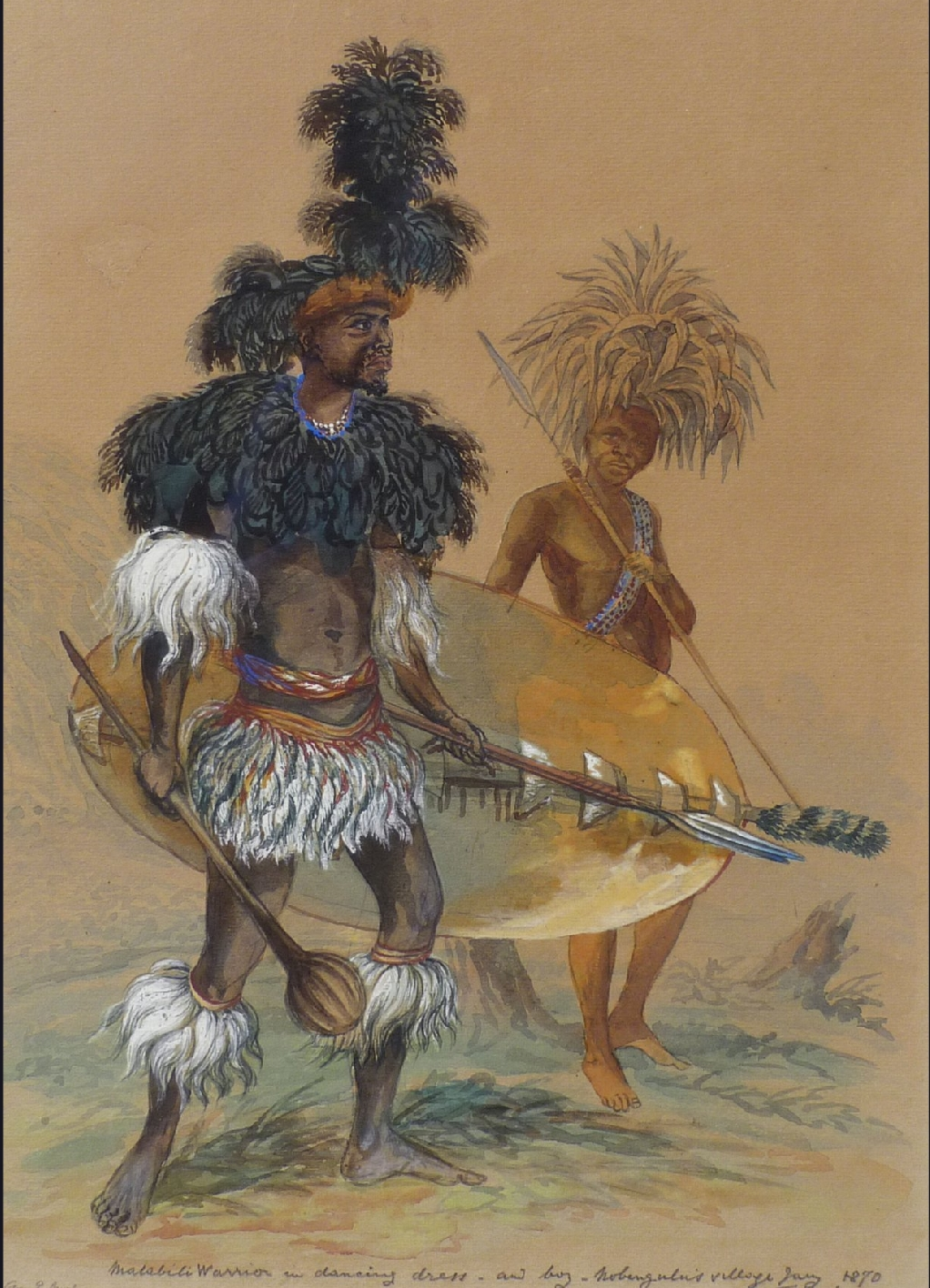
Guerreiros matabeles em vestes de dança, por Thomas Baines, em lápis, nanquim e aquarela sobre papel em 1870

Os matabeles ou andebeles setentrionais são um grupo étnico nativo da África Austral. Populações significativas são encontradas no Zimbábue e na África do Sul. São falantes da língua andebele setentrional, uma língua angune.
Os andebeles setentrionais têm sua origem no clã cumalo dos zulus, que iniciou uma grande migração da zona do centro da atual África do Sul, sob o comando do general Mzilikazi, em direção ao atual Zimbábue, assentando-se na zona atualmente conhecida como Matabelelândia. Nesta migração separaram-se dos andebeles (ou andebeles meridionais), povos linguisticamente irmãos. Por mais que o povo prefira ser identificado como andebele, matabele é o nome mais comum por ter sido aquele registrado há mais tempo, bem como uma forma de distinção dos povos homônimos que vivem mais o sul e como forma de preservar como eram chamados originalmente pelos povos sotos e tsuanas.
No início do século XIX, os matabeles invadiram os territórios povoados por povos soto-tsuanas, que usavam o prefixo plural ma- para pessoas desconhecidas ou estrangeiras (ou o prefixo angune ama-). Os britânicos — que foram informados pela primeira vez da existência do povo matabele pelas comunidades soto-tsuanas que encontraram em sua viagem ao norte — teriam sido presenteados com duas variações do nome: a pronúncia soto-tsuana (matabele) e a pronúncia andebele (ndebele ou amaNdebele). Foram originalmente registrados como matabeles pelos britânicos.